# Ульпиан
Домиций Ульпиан (лат. Domitius Ulpianus, 170—223) — юрист ранней Римской империи, сторонник естественного права. В 426 году сочинениям Ульпиана была придана обязательная юридическая сила.

## Биография
Происходил из финикийского города Тир. Состоял асессором при префекте претория, которым тогда был знаменитый Папиниан. Однако император Гелиогабал уволил его с этой должности, собираясь изгнать из страны. Но изгнание так и не состоялось, поскольку Юлия Мамея (тётка Гелиогабала и мать Александра Севера), поручившись за него, успела найти ему другое место, вследствие чего Ульпиан стал занимать должность magister scrinium (начальника императорской канцелярии). Позже Ульпиан занял должность префекта анноны (заведующего продовольственной частью в Риме), а в 222 году, при Александре Севере, был назначен префектом претория, став таким образом одним из самых влиятельных людей в Римской империи.
В 223 году в Риме произошли беспорядки с участием преторианцев и обычных горожан, которые привели к значительным жертвам. Поначалу преторианцев удалось усмирить, но вскоре ночью они напали на дом Ульпиана. Причиной этого, как указывает Александр Кравчук, мог послужить тот факт, что Ульпиан казнил двух своих предшественников на посту главы преторианцев, ставлеников Гелиогабала. Однако преторианцы не смогли сразу же настигнуть Ульпиана, так как он успел выскочить из дома и убежать на Палатин (там располагался императорский дворец), надеясь там под защитой императора скрыться. Но преторианцев это не остановило и они настигли его прямо в императорском дворце, и в присутствии императора (которому на тот момент было всего 15 лет) зарубили его мечами.

## Влияние
Значение Ульпиана как юриста было велико. В кодексе Юстиниана к его имени прилагаются эпитеты summi ingenii vir, vir prudentissimus (например 1, § 59 С VI, 51, II С. IX, 41 и т. д.); законом Валентиниана III от 426 г. (Lex citationum) он был включён в число тех пяти юристов (Гай, Ульпиан, Папиниан, Павел и Модестин), responsa которых были обязательны для судей. До нас дошли 29 титулов его книги «Liber singularis regularum» — учебника, написанного, по-видимому, по тому же плану, что и «Институции» Гая. В Дигестах много фрагментов Ульпиана по самым разнообразным юридическим вопросам. Совокупность их (2462) составляет около трети всего содержания Пандект; по количеству выписок из его сочинений Ульпиан занимает здесь первое место.

## Правовая мысль
Литературная деятельность Ульпиана, как и прочих римских юристов, отличалась, главным образом, экзегетическим характером, была направлена на цели supplendi, corrigendi, adjuvandi juris civilis, так как в императорский период роль претора республиканских времён перешла к юристам (см. Рим). В III в. н. э. умственные интересы римского общества вращались главным образом около различных философских учений, перешедших в Рим из Греции. Философские и этические начала заметны и в воззрениях Ульпиана на право. Слово jus (право) он этимологически выводит из слова justitia (справедливость; est autem a justitia appellatum).
Самая справедливость (justitia) est constans et perpetua voluntas jus suum cuique tribuendi (Справедливость есть постоянное и вечное стремление воздавать каждому своё), a право (jus) est ars boni et aequi. Определение права, в его обыкновенном переводе — «право есть искусство доброго и справедливого» — даёт прямое указание на то, что право должно быть согласовано со своим этическим масштабом, соответствовать нравственным принципам своего времени и не отставать от него. Проф. Пунчартом предложен иной перевод: ars, говорит он, «означает гармонию, порядок, bonum — интерес: право есть гармония интересов и средство улажения их столкновений».
Право делится Ульпианом по природе норм, его составляющих, на три рода: jus naturale («естественное право») обнимает все живые существа, jus gentium («право народов») касается лишь людей, jus civile («гражданское право») относится лишь к известному политическому целому. Идея всеобъемлющего, вседовлеющего закона природы, нормы которого лежат вне человека, вне его воли и усмотрения, составляет ту основу, из которого истекло понятие римских юристов о jus naturale. Praecepta juris gentium — обнимают собой нормы, свойственные только людям в их взаимных друг к другу отношениях (hoc solis hominibus inter se commune sit). Комбинацией praecepta jus naturalis и juris gentium обуславливается теоретический взгляд Ульпиана на институт рабства. Поклонник стоической философии, посягнувшей даже на государственное начало во имя космополитизма, называвшей каждого человека гражданином всего orbis terrarum, Ульпиан не мог быть убежденным сторонником рабства. Jure naturali, — говорит он, — omnes liberi nascerentur (по естественному закону все рождаются свободными); в золотом веке, предшествовавшем социальной жизни, рабство не существовало. Но рабство признавалось в Риме и во всех других современных Ульпиану государствах; это был факт, с которым надо было считаться.
Если рабство — институт общенародный, хотя и contra naturam rerum («против природы вещей») существующий, то оправдание для римского права, его допускавшего, налицо: чем omnes genies utuntur, тем и Рим. Jus civile или jus proprium — это положительное право римского народа, возникающее aut ex scripto, aut sine scripto («или по-писанному, или без писаний»). В основание деления права на частное и публичное Ульпиан кладет понятие интереса (utilia); что клонится к пользе государства, представляет известный интерес ad statum rei Romanae (для состояния римского государства), то относится к области публичного, все, что клонится ad singulorum utilitatem (для пользы отдельных людей) — к сфере частного права. Высокой нравственной чистотой и гуманностью дышат многие фрагменты Ульпиана; начала чисто этические часто подсказывают ему разрешение юридических вопросов. Человеческая природа, одинаковая у всех людей, независимо от их социального положения, внушает Ульпиану мысль о той естественной связи, которая должна быть между всеми людьми (inter nos cognationem quandam natura constituit). Ярче всего принципы Ульпиана отразились в его знаменитой формуле: juris praecepta sunt haec — honeste vivere, alterum non laedere, suum cuique tribuere («положения права таковы: жить честно, не вредить другому, воздавать каждому своё»). В этих словах сжато и сильно выражена вся нравственная система стоицизма. Даже стоическая проповедь самоубийства нашла место в трудах Ульпиана: он признает действительными завещания самоубийц (ut quidam philosophi in ea causa sunt ut testamenta eorum valent).
Юриспруденция, по определению Ульпиана, есть divinarum atque humanarum rerum notitia, justi atque injusti scientia (знание божественных и человеческих дел, наука о справедливом и несправедливом). В первой части этого определения проявляется миросозерцание последователя стоической системы: всеобъемлющий закон природы проникает и в область права. Ульпиан дал Риму одного знаменитого юриста, своего ученика Модестина, окончившего собой блестящую плеяду «созидателей права».

## Издания
В 1549 г. Иоганн Тилиус впервые издал «Titulos ex corpore Ulpiani», сделавшийся предметом исследования Куяция в 1576 г. Впоследствии память об этом издании совершенно изгладилась, пока Савиньи не открыл вновь труды Ульпиана в ватиканской библиотеке, в списке Χ в. («Tiluli ex corpore Ulpiani Legi Romanae Wisigothorum adjecti»; изд. в 1855 г.). В «Collectio librorum Juris Anteiustiniani» первый выпуск содержит в себе фрагменты Ульпиана, изданные П. Крюгером (Б., 1878).